# سان ليوناردو دي ياغو
سان ليوناردو دي ياغو هي مدينة وبلدية إسبانية تقع في مقاطعة سوريا في منطقة الحكم الذاتي في قشتالة وليون. وهي واحدة من أكثر البلديات من حيث الكثافة السكانية.
فيها مدارس ابتدائية وثانوية، يدرس فيها طلاب من البلديات المحيطة (نافالينو وهونتوريا ديل بينار وكاسارخوس وإسبيخا وإسبيخون ولا هينوهوزا، وغيرها).
المدينة التي يبلغ عدد سكانها حوالي 2500 نسمة ، هي موطن لمصنع منتجات الأخشاب Puertas Norma ، وهي شركة مصنعة للأبواب ووحدات أبواب مسبقة التعلق. يعمل بالمصنع حوالي 700 عامل.

## التاريخ
تاريخ تأسيس القرية غير معروف، ولكن من المفترض أن يكون في القرن العاشر أو الحادي عشر الميلادي. أقدم وثيقة ذُكرت فيها القرية هي من عام 1173 في بطاقة امتياز أُعطيت من قبل ألفونسو الثامن ملك قشتالة.
القرية هي مسقط رأس خوان ياغوي في 1891. وهو جنرال سيئ السمعة في جيش فرانثيسكو فرانكو، حرض على المجزرة التي وقعت في بطليوس في عام 1936. سميت القرية ياغو بعد وفاته في 1952، ثم أصبحت سان ليوناردو دي ياغو.